# Autopista A1 (Lituania)
La Autopista A1 (Lituania) enlaza la capital del país, Vilna, con la ciudad portuaria de Klaipėda, pasando por la segunda mayor ciudad, Kaunas. Su longitud ronda los 300 kilómetros, lo que la hace la autopista más larga de Lituania. Se completó en 1987, y se abrió al tráfico de vehículos el 1 de septiembre de ese mismo año. La Autopista A1 consta de 4 carriles. Su código de ruta europeo es E85.
- Datos: Q429154
- Multimedia: Greitkelis A1 / Q429154